# غار دولت‌آباد
غار دولت‌آباد مربوط به دوران پارینه‌سنگی است و در شهرستان مرودشت، روستای دولت‌آباد واقع شده و این اثر در تاریخ ۲ آبان ۱۳۸۲ با شمارهٔ ثبت ۱۰۵۲۷ به‌عنوان یکی از آثار ملی ایران به ثبت رسیده است.